# Auguste Johanet
Pour les articles homonymes, voir Johanet.
Auguste Johanet est un avocat et historien français du XIXe siècle.
Né le 12 mai 1806 - Orléans.
Décédé le 8 juin 1860 - Paris 7ème arrondissement, à l'âge de 54 ans.